# Har Giyyora
Har Giyyora (hebreiska: הר גיורה) är ett berg i Israel.   Det ligger i distriktet Jerusalem, i den centrala delen av landet. Toppen på Har Giyyora är 682 meter över havet.
Terrängen runt Har Giyyora är kuperad.Runt Har Giyyora är det tätbefolkat, med 356 invånare per kvadratkilometer. Närmaste större samhälle är Jerusalem, 13,2 km öster om Har Giyyora. Trakten runt Har Giyyora består till största delen av jordbruksmark.